# فضاپزشکی

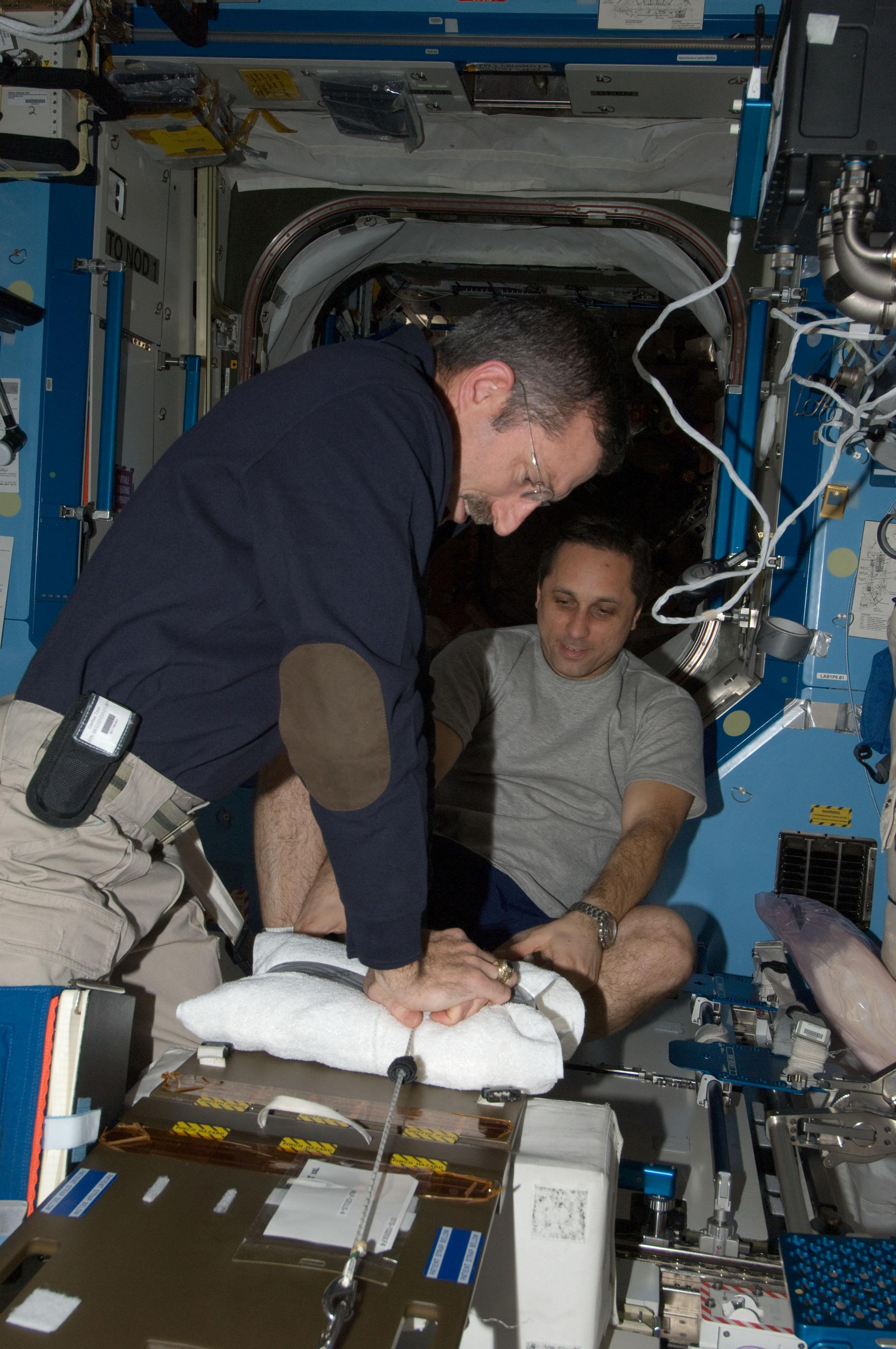
از ناسا دنیل سی بربنک (در پس‌زمینه) و آنتون شکاپلروف از روسیه، در یک تمرین شبیه‌سازی شدهٔ پزشکی در آزمایشگاه آزمایشگاه سرنوشت ایستگاه فضایی بین‌المللی شرکت می‌کنند. این تمرین اعضای خدمه را به عنوان عضو یک تیم برای رویارویی با یک اورژانس پزشکی آماده می‌کند.

فضاپزشکی (به انگلیسی: Space medicine)، کاربرد و به‌کارگیری پزشکی برای فضانوردان در فضای بیرونی است در حالی که بهداشت فضانوردی استفاده از علم و فناوری در راه پیشگیری یا کنترل قرار گرفتن در معرض خطرهایی است که ممکن است سبب بیماری فضانورد شود. این دو دانش با هم و در کنار هم تلاش می‌کنند اطمینان حاصل شود که فضانوردان در یک محیط امن کار می‌کنند. هدف اصلی این است که روشن شود که چگونه به خوبی، و برای چه مدتی انسان می‌تواند شرایط شدید در فضا را برای زنده ماندن تحمل کند، و تا چه انداره سریع آنها می‌توانند پس از بازگشت از سفر، خود را به محیط زیست زمین دوباره وفق دهند. عواقب پزشکی مانند اختلال بینایی و پوکی استخوان با پرواز فضایی انسان در ارتباط بوده‌است.
در اکتبر ۲۰۱۵، «دفتر بازرسی کل ناسا» گزارشی دربارهٔ خطرات مربوط به اکتشافات فضایی برای سلامت انسان، از جمله مأموریت انسانی به مریخ، صادر کرد.

## پیشینه
دکتر هوبرتوس اشتروهلد (۱۸۹۸ تا ۱۹۸۷)، پزشک نازی سابق و فیزیولوژیست، که پس از جنگ جهانی دوم به عنوان بخشی از عملیات گیره کاغذ به ایالات متحده آورده شد. او کسی است که برای اولین بار اصطلاح «فضاپزشکی» را در سال ۱۹۴۸ به کار برد و او اولین و تنها استاد پزشکی فضایی در دانشکدهٔ پزشکی هواپیمایی کشوری (SAM) در پایگاه هوایی رندالف، در تگزاس بود.